# 道の駅みしょうMIC
道の駅みしょうMIC（みちのえき みしょうミック）は、愛媛県南宇和郡愛南町御荘平城にある国道56号の道の駅である。

## 主な施設
- 駐車場
  - 普通車：20台
  - 大型車：3台
  - 身障者用：1台
- トイレ
  - 男：大 3器（2器）、小 7器（5器）
  - 女：7器（5器）
  - 身障者用：1器（1器）

※（）内は、24時間利用可能
- 公衆電話
- 公衆FAX
- 喫茶店
- 特産品販売所
- インフォメーションセンター

## 休館日
- 年中無休

## アクセス
- 国道56号 - 登録路線
  - 愛媛県道34号平城高茂岬線
  - 愛媛県道293号猿鳴平城線
  - 愛媛県道297号久良城辺線

## 周辺
- 御荘湾
- 宇和海展望タワー